# Заветът на доктор Корделие
„Заветът на доктор Корделие“ (на френски: Le Testament du docteur Cordelier) е френски телевизионен филм на режисьора Жан Реноар от 1959 година, заснет по мотиви от романа на Робърт Луис Стивънсън „Странният случай с доктор Джекил и мистър Хайд“.

## Сюжет
Господин Жоли, адвокат на доктор Корделие, остава изумен от факта, че неговият клиент и приятел приписва всичко, което притежава на един непознат- Опал, садистичен престъпник. Той се нуждае от този човек, за да докаже, че хората могат да бъдат манипулирани заради желанията им...

## В ролите
| Изпълнител       | Роля                   |
| ---------------- | ---------------------- |
| Жан-Луи Баро     | Доктор Корделие и Опал |
| Теди Билис       | Адвокат Жоли           |
| Силвиан Маржоле  | девойката              |
| Жан Берто        | Премиер- министъра     |
| Жак Сирон        | Заместник- министъра   |
| Аник Алиер       | съседката              |
| Доминик Дангон   | майката на девойката   |
| Жан Топар        | пожеланият             |
| Мишел Витолд     | Доктор Северен         |
| Мишелин Гари     | Маргюрит               |
| Жак Дановил      | Комисар Лардо          |
| Андре Сертес     | Инспектор Салбрис      |
| Жан-Пиер Гранвал | собственика на хотела  |
| Селин Сале       | първата девойка        |
| Жаклин Моран     | Алберте                |